# 布鲁纳泰大酒店
布鲁纳泰大酒店（Grand Hotel Brunate）是意大利伦巴第大区科莫省布鲁纳泰的一栋历史建筑，也是建筑师朱塞佩·卡萨特利（Giuseppe Casartelli）的最后一件新艺术运动风格的作品。它建于1893年，比科莫-布鲁纳泰缆车早一年。如今，经过装修后，已成为私人公寓。